# Bengala (Editorial Maga)
Bengala fue un cuaderno de aventuras, obra del guionista Pedro Quesada y el dibujante Leopoldo Ortiz, publicado por la valenciana Editorial Maga en dos series sucesivas:

## Primera serie: 1958
La primera serie de "Bengala" vino a reemplazar en el mercado a la exitosa "Pantera Negra", que la editorial Maga había cerrado para dar paso a "Pequeño Pantera Negra". Presentaba, respecto a la primera, algunas diferencias:
- No se ambienta en África,[1] sino en una India igualmente fabulosa, procedente de referentes literarios y cinematográficos.[2]
- Su protagonista luce melena en lugar de pelo corto.[1]
- No va acompañado de una pantera negra, sino de un elefante.[1]
- Está acompañado además por el viejo Abú.[1]

## Segunda serie: 1960
La segunda serie de "Bengala", realizada mayormente por los mismos autores, muestra ecos de La máscara de Fu Manchu (1932). Contó con 45 números ordinarios y 2 almanaques en 1960 y 1961; este último compartido con Jim Alegrías y dibujado por Adolfo Buylla.

## Valoración
El crítico Pedro Porcel Torrens sugiere que la primera serie de "Bengala" tal vez sea la mejor ambientada del tebeo clásico español.